# Monotropus laticollis
Monotropus laticollis är en skalbaggsart som beskrevs av Perez-arcas 1874. Monotropus laticollis ingår i släktet Monotropus och familjen Melolonthidae. Inga underarter finns listade i Catalogue of Life.